# صوفي كير
صوفي كير (بالإنجليزية: Sophie Kerr)‏ (1880 - 1965)؛ شاعرة، كاتِبة وروائية أمريكية. درست في جامعة فيرمونت.

## روابط خارجية
- صوفي كير على موقع قاعدة بيانات برودواي على الإنترنت (الإنجليزية)
- صوفي كير على موقع إن إن دي بي (الإنجليزية)